# Evelyn Achhorner
Evelyn Achhorner (* 23. Oktober 1965 in Hall in Tirol) ist eine österreichische Politikerin der Freiheitlichen Partei Österreichs (FPÖ). Seit März 2018 ist sie Abgeordnete zum Tiroler Landtag.

## Leben
Evelyn Achhorner besuchte nach der Volksschule in Rum das Akademische Gymnasium Innsbruck, wo sie 1984 maturierte. Anschließend absolvierte sie ein kaufmännisches Kolleg an der HAK Innsbruck. 1986 begann sie ein Architekturstudium an der Universität Innsbruck, das sie 1993 mit einer Diplomarbeit zum Thema Städtebauliche Lösung Grassmayrkreuzung Innsbruck als Diplomingenieurin abschloss.
Danach war sie bis 1996 beim Architekturbüro Prachensky & Leitgeb in Innsbruck angestellt. 1996 legte sie die Ziviltechnikerprüfung ab, seit 1997 ist sie freiberufliche Architektin. An der Executive Academy der Wirtschaftsuniversität Wien erwarb sie 2012 das Zertifikat für Governance Excellence.

## Politik

### Laufbahn
Bei der Gemeinderatswahl in Innsbruck 2000 war sie FPÖ-Spitzenkandidatin. Bis 2005 war sie Mitglied des Bundesvorstandes der Freiheitlichen Wirtschaft (FW) und Landesobmann-Stellvertreterin der Freiheitlichen Wirtschaft Tirol. Seit 2016 ist sie Frauenvorsitzende der FPÖ Tirol, Stadtparteiobmann-Stellvertreterin der FPÖ Innsbruck und Obfrau der Initiative Freiheitlicher Frauen (IFF) Tirol.
Am 28. März 2018 wurde sie in der konstituierenden Landtagssitzung der XVII. Gesetzgebungsperiode als Abgeordnete zum Tiroler Landtag angelobt, wo sie Mitglied im Ausschuss für Wohnen und Verkehr, im Ausschuss für Gesellschaft, Bildung, Kultur und Sport und in der Interregionalen Landtagskommission Dreier-Landtag ist. Bei der Landtagswahl 2022 kandidiert sie hinter Markus Abwerzger, Patrick Haslwanter und Christoph Steiner auf dem vierten Listenplatz der Landesliste.

### Kontroversen
Im April 2018 sorgte Achhorner für Aufregung, indem sie einen angeblich rassistischen Facebook-Post des Redakteurs des FPÖ-Mediums „Neue Freie Zeitung“ Robert Lizar likte und kommentierte. In dem Posting schrieb Lizar über die in der Demokratischen Republik Kongo geborene stellvertretende Bezirksvorsteherin für den 1. Wiener Gemeindebezirk Mireille Ngosso (SPÖ): „Ich bin mir jetzt nicht mehr sicher, ob ich noch weiß, welche Wurzeln und Identität meine Heimatstadt hat“. Achhorner kommentierte das Posting mit „Frau oder Mann?“ Gegenüber der Tageszeitung Kurier rechtfertigte sich Achhorner folgendermaßen: „Das Posting ob Frau oder Mann war nicht rassistisch gemeint. Als FP-Funktionärin (die in einem Männerberuf tätig ist) bekomme ich auch öfters diese Frage, ob ich Frau oder Mann sei. Darum habe ich an dieser Frage im Posting nichts Verwerfliches gefunden. Ich möchte deutlich betonen, dass mir jeglicher Rassismus fern liegt.“